# 전략양식연구소
전략양식연구소는 해양수산부 국립수산과학원 소속의 양식전문 연구기관으로 전략양식연구소장은 고위공무원 나급(2~3급 상당)의 일반직 또는 연구직 공무원으로 보한다. 부산광역시 기장군 기장읍 기장해안로 216에 위치하고 있다.

## 연혁
- 1921년 5월 수산시험장 양식계 창설
- 1949년 4월 상공부 중앙수산시험장 증식과
- 1955년 3월 해무청 중앙수산시험장 증식과
- 1961년 10월 농림부 중앙수산시험장 증식과
- 1963년 12월 농림부 국립수산진흥원 증식과
- 1966년 8월 농림부 수산청 국립수산진흥원 증식과
- 1973년 3월 농수산부 수산청 국립수산진흥원 증식과
- 1976년 6월 농수산부 수산청 국립수산진흥원 패조류과, 어류종묘과
- 1985년 4월 농수산부 수산청 국립수산진흥원 증식부
- 1996년 8월 해양수산부 국립수산진흥원 증식부
- 2002년 3월 해양수산부 국립수산과학원 증식부
- 2004년 1월 해양수산부 국립수산과학원 양식과학부
- 2005년 7월 해양수산부 국립수산과학원 수산생명과학본부
- 2007년 1월 해양수산부 국립수산과학원 양식연구본부
- 2008년 2월 농림수산식품부 국립수산과학원 양식연구부
- 2009년 4월 농림수산식품부 국립수산과학원 생물산업부
- 2010년 2월 농림수산식품부 국립수산과학원 전략양식연구소
- 2013년 3월 해양수산부 국립수산과학원 전략양식연구소

## 주요 업무
- 해역 및 내수면 수산양식에 관한 시험조사 및 연구
- 지속가능한 양식산업에 관한 종합계획 수립 총괄 및 조정
- 해외양식어장․수산식량자원 개발 및 협력사업 기술지원
- 수산생명자원의 수집․특성 및 이용에 관한 연구
- 수산생물의 유전체, 유전공학 및 바이오소재 개발에 관한 연구
- 수산생물의 신형질개발 및 환경안전성 연구
- 수산동물질병 기술개발 계획 수립 및 시행
- 수산생물의 위생환경 개선 및 수산생물질병의 진단․예방․치료 의약품 개발
- 고효율 배합사료 개발․보급 및 표준화 연구, 양식배합사료 품질관리 연구 및 품질검정 업무
- 수산산업의 미래 선도를 위한 전략양식에 관한 시험조사 및 연구
- 유용 해조류 양식기술 및 산업적 이용 확대방안에 관한 시험조사 및 연구
- 양식생물 및 수산생물의 육종에 관한 시험조사 및 연구

## 조직

### 전략양식연구소장

#### 양식관리과
- 총괄기획
- 해외개발

#### 생명공학과
- 유전자원
- 유전공학
- 신형질개발

#### 병리연구과
- 질병진단
- 질병예방
- 수산약품

### 소속기관
- 미래양식연구센터
- 해조류바이오연구센터
- 육종연구센터
- 사료연구센터

## 같이 보기
- 국립수산과학원
- 동해수산연구소
- 서해수산연구소
- 남서해수산연구소
- 중앙내수면연구소